# Sint-Adrianuskerk (Hoelbeek)

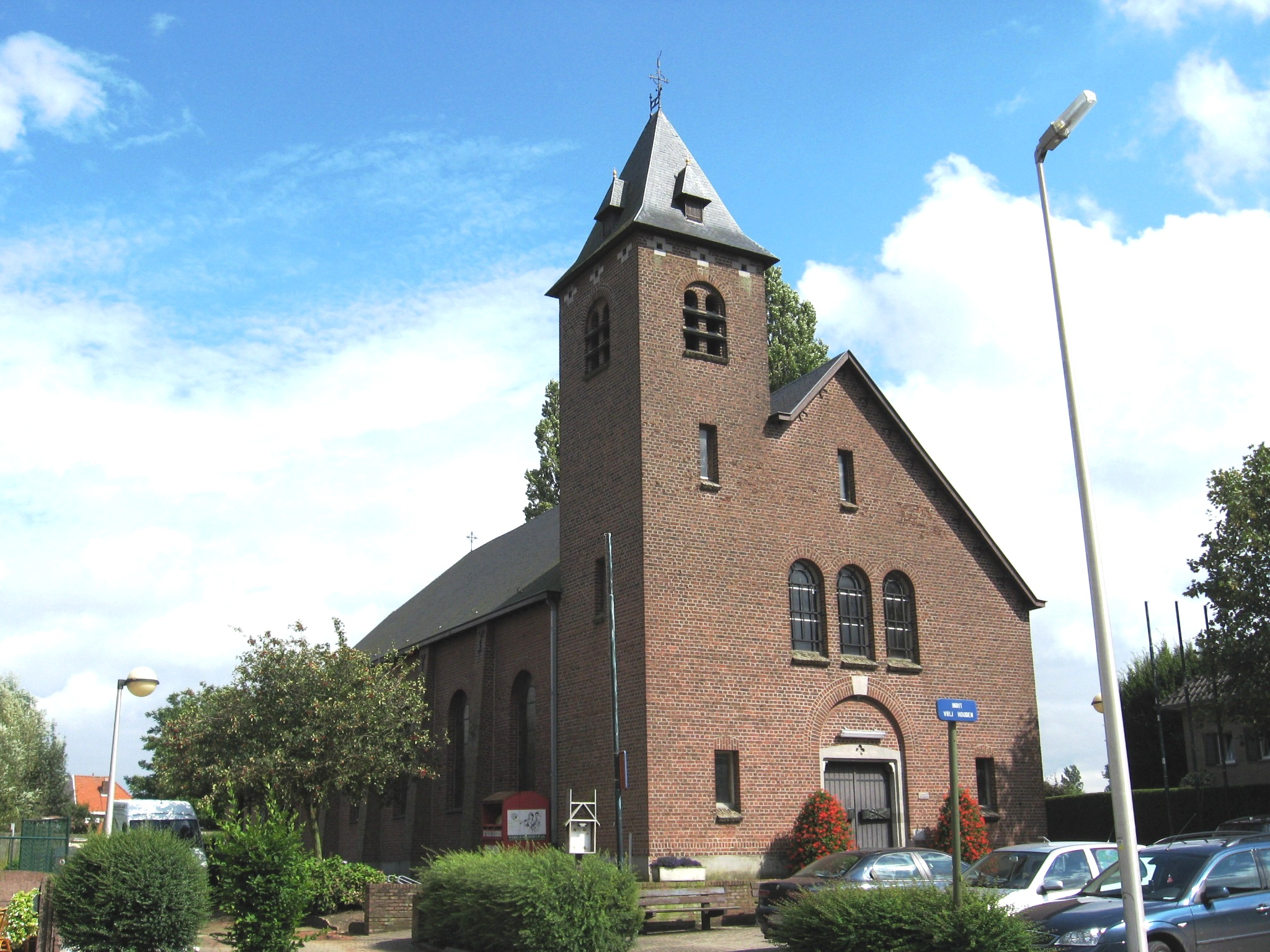
Sint-Adrianuskerk

De Sint-Adrianuskerk is de parochiekerk van Hoelbeek, een dorp in het zuiden (Haspengouw) van de Belgische provincie Limburg.
Deze neoromaanse zaalkerk werd gebouwd in 1926, hoewel Hoelbeek pas in 1934 een zelfstandige parochie werd. Het bakstenen gebouw heeft een ingebouwde, vrij lage toren. In 1969 was er een brand die het interieur vernietigde.